# Beyti
 (mars 2025).
Motif : quelle est la notoriété de ce restaurant ? la source https://www.timeout.com/istanbul/restaurants/beyti fait plus penser à un blog qu'à un site de référence.
- Archive Wikiwix
- Bing
- Cairn
- DuckDuckGo
- E. Universalis
- Gallica
- Google
- G. Books
- G. News
- G. Scholar
- Persée
- Qwant
- (zh) Baidu
- (ru) Yandex
- (wd) trouver des œuvres sur Wikidata

| 1. | Préciser le motif de la pose du bandeau. | Précisez le motif de la pose du bandeau en utilisant la syntaxe suivante : {{admissibilité à vérifier\|date=mars 2025\|motif=remplacez ce texte par le motif}}             |
| 2. | Informer les utilisateurs concernés.     | Pensez à avertir le créateur de l'article, par exemple, en insérant le code ci-dessous sur sa page de discussion : {{subst:avertissement admissibilité à vérifier\|Beyti}} |

Beyti est un restaurant situé à Istanbul, en Turquie. Il a été ouvert en 1945 dans le quartier de Küçükçekmece. Il appartient et est géré par Beyti Güler.

## Histoire
Beyti Guer et son père ouvrit un modeste restaurant au bord de la route à Koçakçekmece avec quatre tables. La célébrité de leur délicieux kebap s'est rapidement répandue et l'affaire intime devient un restaurant de 200 places[réf. souhaitée]. 
À la fin des années 1960, le personnel de la  Pan American Airlines fréquante régulierement le restaurant, et lors de sa première visite d'État en Europe, le président Nixon mange le doner de Beyti dans son avion privé. Pour répondre à la demande croissante, Beyti Guer  déplace son restaurant dans le quartier résidentiel haut de gamme de Florya en 1983. Le restaurant est fréquenté par de nombreux chefs d'état et personnalités renommées,.

## Photographies

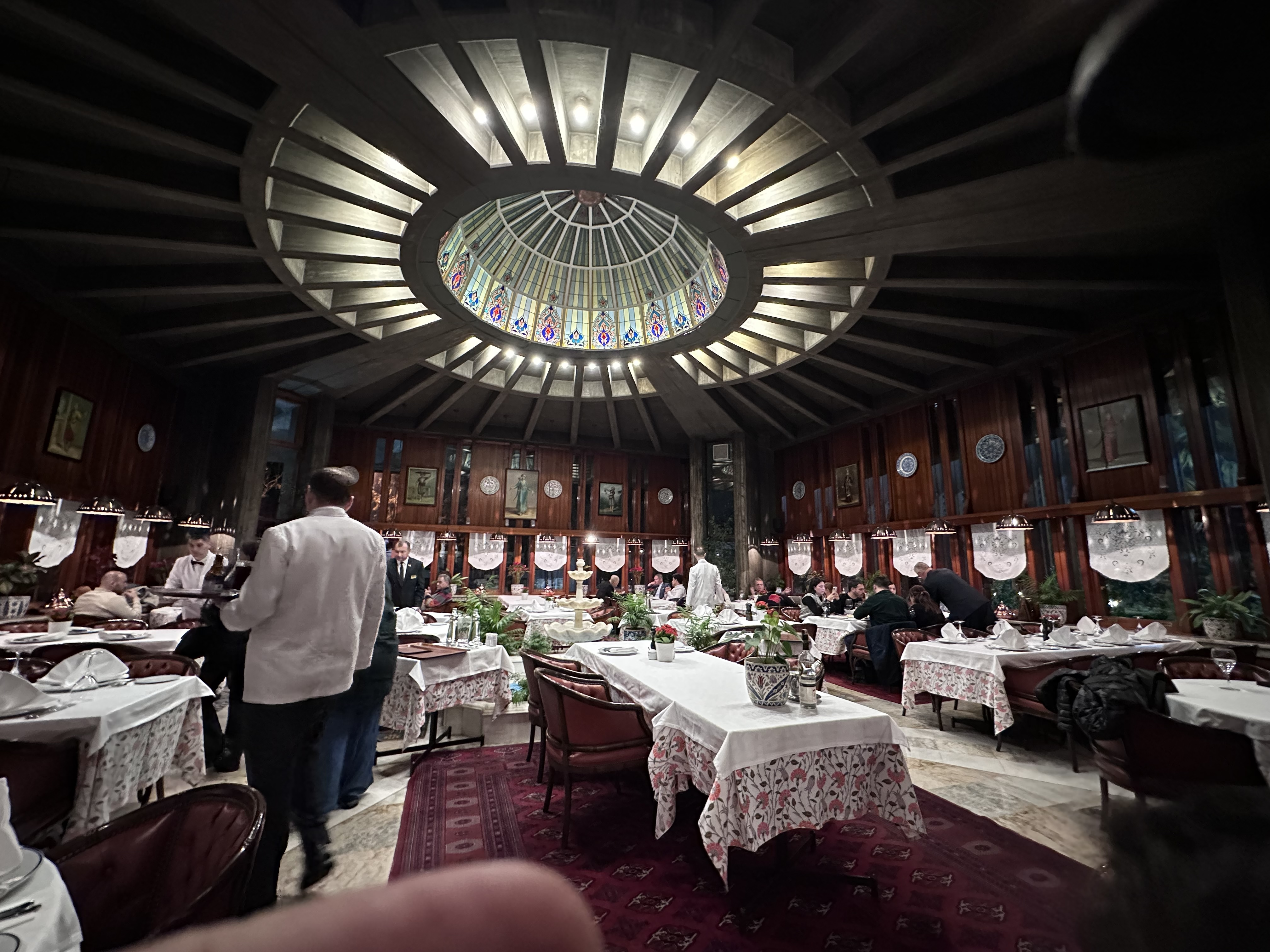
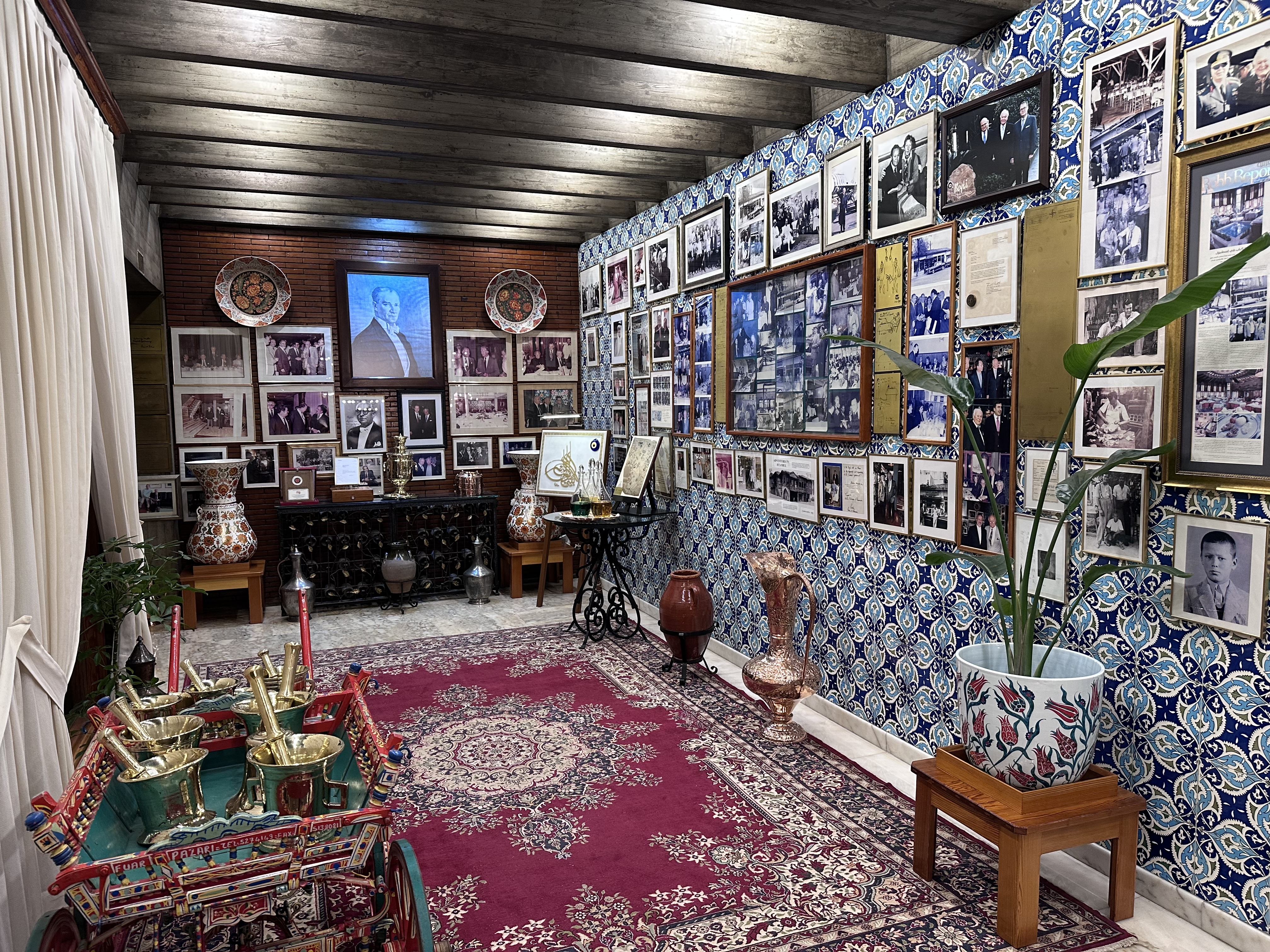
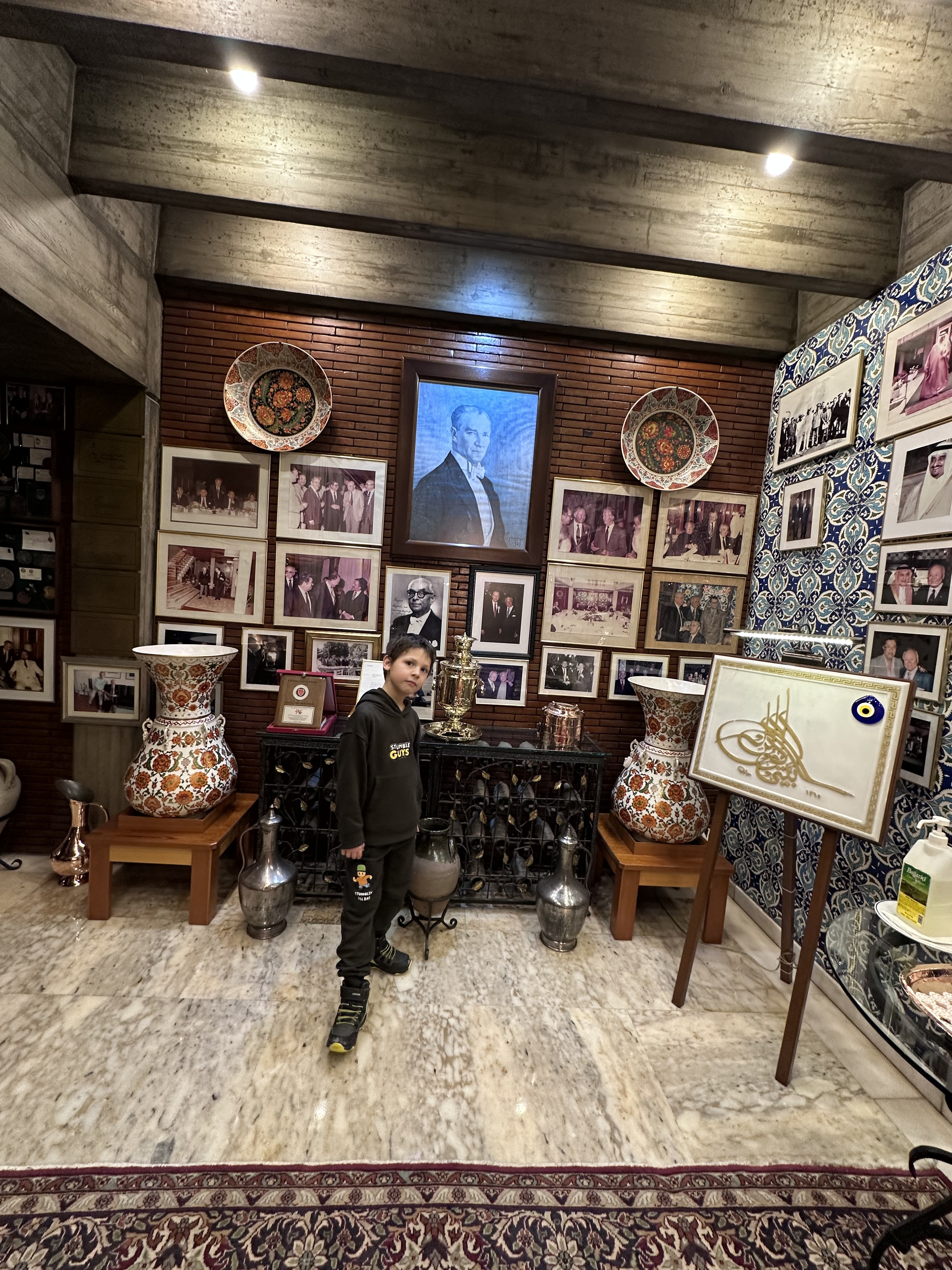
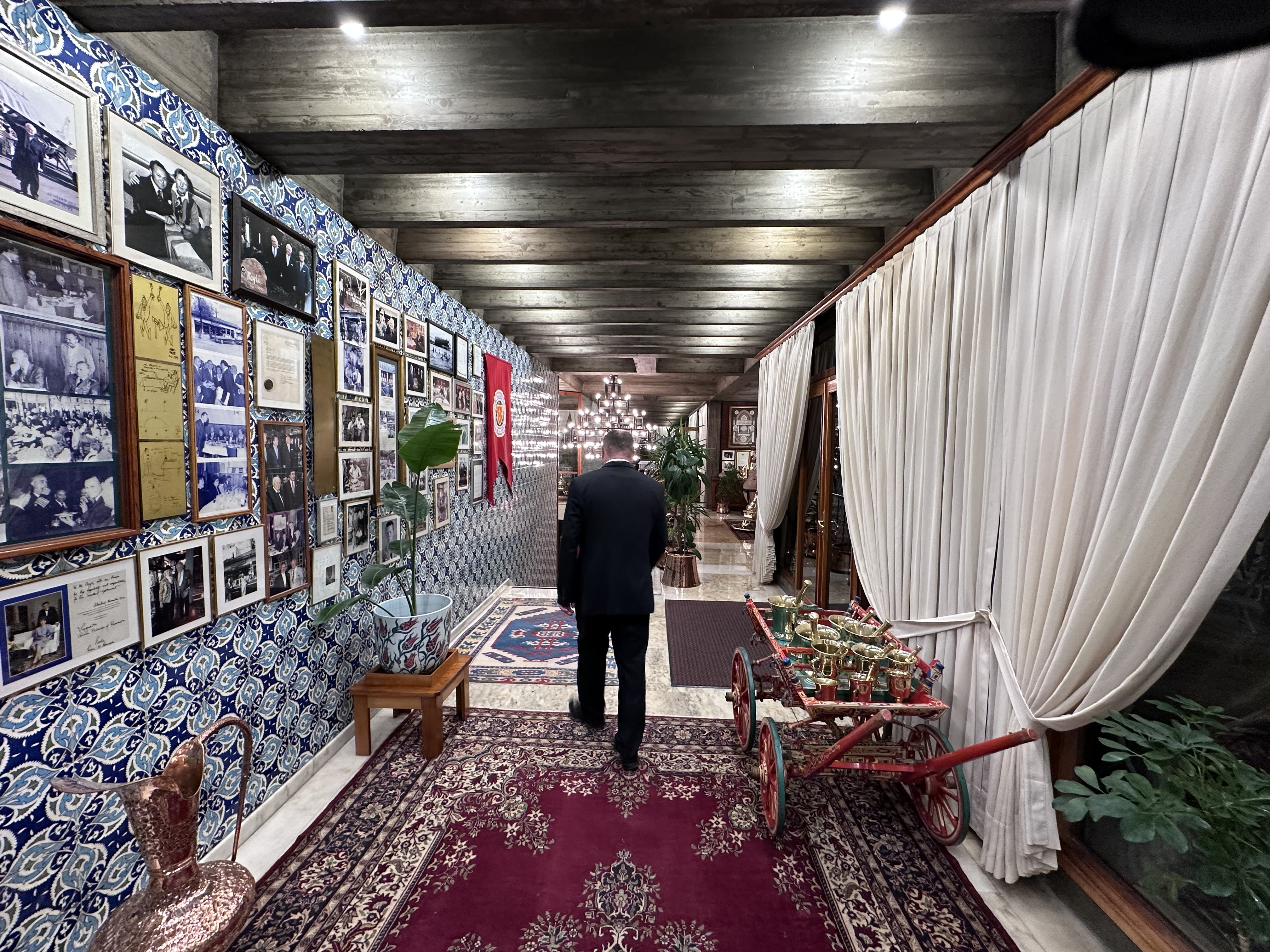
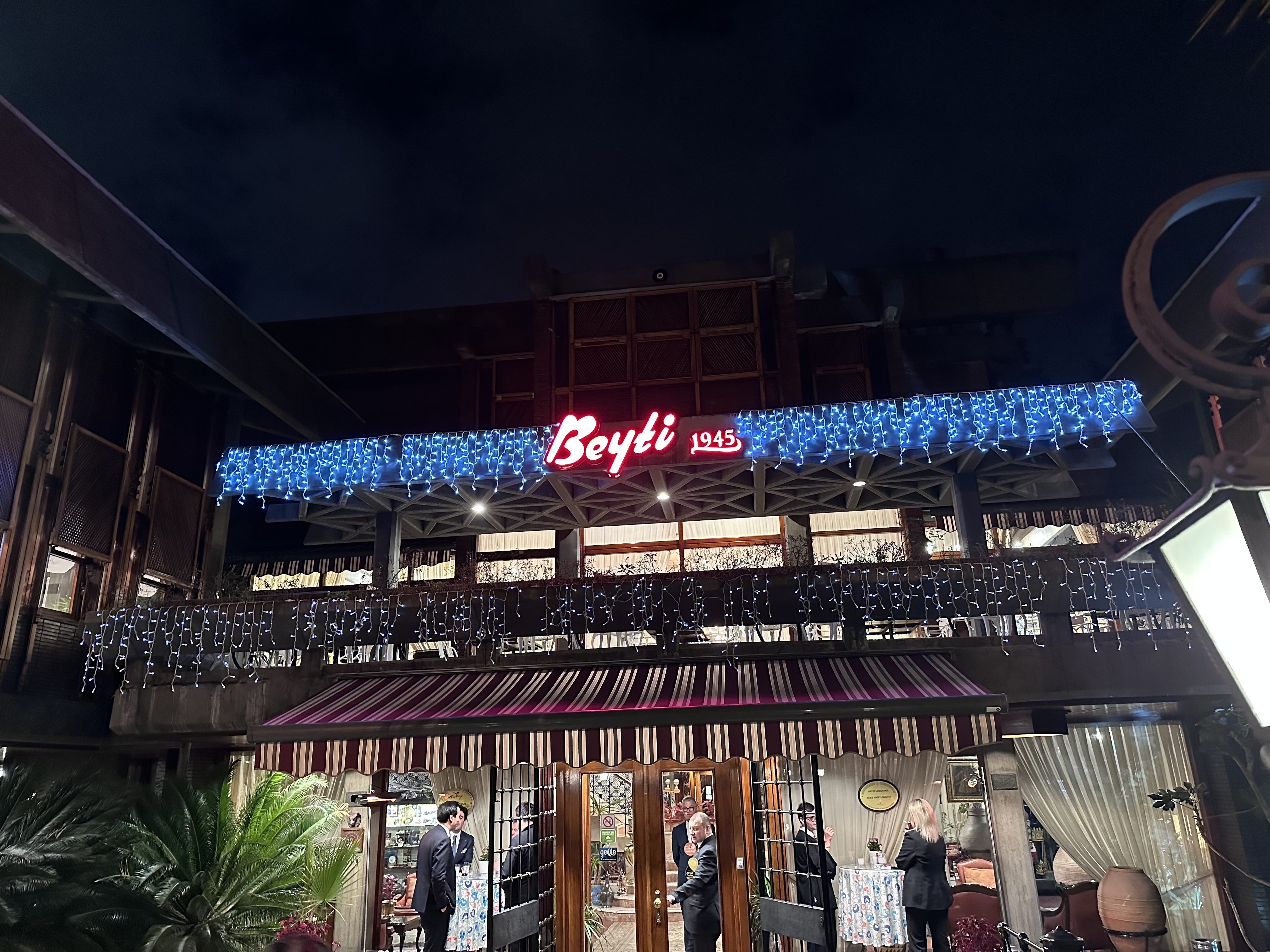